# لسلی میلز
لسلی میلز (به انگلیسی: Leslie Mills) خواننده، آهنگ‌نویس و بازیگر آمریکایی است.

## زندگی‌نامه
میلز کارش را در سال ۲۰۰۰ آغاز کرد. او زوج هنری خود کریس پلسر را یافت و با او آهنگ درست مثل عشق را برای پیتر کترا و قانون دنیا را برای آلبوم کترا به نام دنیای عالی دیگر در سال ۲۰۰۱ را نوشت.
او آهنگ‌های تیتراژ زیادی را نوشت و در آلبومش خیابان بی‌نهایت منتشر کرد.آهنگ‌های تیتراژی که او نوشت شامل :
باربی و دریاچه ی قو، صحنه‌های من به هالیوود می‌رود، مشکلات خاکستری ، دختر دوست صمیمی من ، فقط شانس من، لاس وگاس، چراغ راهنما.
او در سال ۲۰۰۹ به گروه یانی پیوست و با تور صداهای یانی اجراهایی در آمریکا، کانادا و مکزیک داشت.او دو سال با یانی همکاری کرد.
او در آلبوم ۲۰۱۱ یانی نیز ترانه "Cant Wait" را خوانده است.

## جوایز
در سال ۲۰۰۲ جایزهٔ امی را به خاطر آهنگ زیبای خودم به تنهایی دریافت کرد.